# Ivesia arizonica
Ivesia arizonica là loài thực vật có hoa trong họ Hoa hồng. Loài này được (Eastw. ex J.T. Howell) Ertter mô tả khoa học đầu tiên năm 1989.